# Margit Conrad
Margit Doris Conrad-Haase (* 30 septembre 1952 à Kusel) est une femme politique de la SPD. Elle a été ministre des Affaires fédérales et européenne du cabinet Dreyer I.

## Cabinets ministériel
- Cabinet Beck III - Cabinet Beck IV - Cabinet Beck V - Cabinet Dreyer I